# Tell Sakka
Koordinaten: 33° 26′ 0″ N, 36° 27′ 22″ O
Tell Sakka (arabisch سكا, DMG Sakkā) ist ein Ruinenhügel im Südwesten von Syrien beim modernen Dorf Sakka, etwa 20 km von Damaskus gelegen im Gouvernement Rif Dimaschq.
Ausgrabungen fanden seit 1989 unter der Leitung von Ahmad Firzat Taraqji statt, nachdem dort eine Keilschrift-Tafel gefunden wurde. Bei den folgenden Grabungen kamen die Reste eines Palastes aus der Mittleren Bronzezeit zum Vorschein. Besonders bemerkenswert sind zahlreiche Fragmente von Wandmalereien, die seit 1993 gefunden wurden und zum Teil starken ägyptischen Einfluss zeigen. Der Palast, in dem sich die Malereien fanden, datiert in die Mittlere Bronzezeit II.

## Beschreibung
Der eigentliche Tell, der stark unter Erosion gelitten hat, umfasst heute nur noch etwa 2,5 ha, war aber einst viel größer. Es können mehrere Besiedlungsphasen unterschieden werden. Die obersten Schichten gehören der osmanischen und der hellenistischen Zeit an. Es fanden sich hier vor allem Bestattungen. Darunter kamen Schichten aus der späten und der mittleren Bronzezeit zutage. Der Palast mit den Wandmalereien datiert in die Mittlere Bronzezeit II. Bei der damals herrschenden Dynastie handelt es sich wohl um Amurriter. Der Palast war aus Lehmziegeln errichtet worden, deren Mauern zum Teil 140 bis 180 cm stark waren. Es wird vermutet, dass er bei einem militärischen Angriff zerstört wurde. Eine Halle mit mindestens vier Säulen wurde ausgegraben. Die freigelegten Malereien hatten sich meist von der Wand gelöst. Ein Fragment zeigt eine Figur mit einer ägyptischen Krone, andere Fragmente zeigen Frauen in bunten Gewändern und bärtige Männer. Bemerkenswert ist auch die Darstellung einer Ziege, die von einem Baum frisst. Vergleichbare Motive gibt es vor allem im mesopotamischen Raum. Aus der untersten Schicht, die nur an wenigen Stellen ausgegraben werden konnte, stammt ein unberaubtes Grab mit diversen Gefäßen und Augen aus Knochen, die eventuell zu einer Holzfigur gehörten. Die Bestattung datiert in die Mittlere Bronzezeit I, eine Periode, die sonst im Süden Syriens nicht gut belegt ist.